# Place de la République (São Paulo)

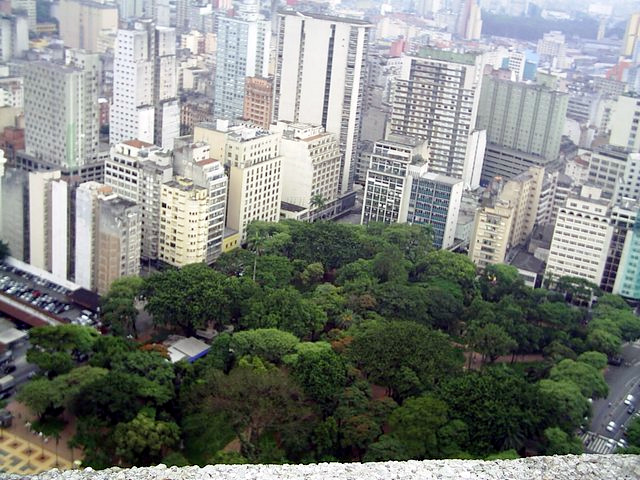
La praça da República, vue du sommet de l'Edifício Itália.

La praça da República («place de la République») est une place publique du centre-ville de São Paulo (Brésil). 

## Situation et accès
La place est située dans le quartier República, au nord-ouest de l'avenida Ipiranga et à un coin de rue au sud-ouest de l'avenida São João. Elle occupe un quadrilatère de 160 m de largeur sur 300 m de longueur, pour une superficie d'environ 5 hectares.
Elle est parcourue sur toute une partie de sa longueur par la ligne 3 e la ligne 4 (station República) du métro de São Paulo.

## Origine du nom
Elle porte ce nom depuis la proclamation de la République, en 1889, idéologie politique et conception de la liberté.

## Historique
La praça da República était jadis connue sous le nom de largo dos Curros. Son nom actuel ne date que de 1889. Au XIXe siècle, cet espace était encore situé en dehors de la ville et on y organisait des rodéos et des corridas. Il s'y trouvait aussi un hospice et un hôpital destiné aux porteurs de la variole. À son extrémité sud-ouest s'élève l'ancienne école normale Caetano de Campos, bâtie en 1894 et qui abrite aujourd'hui le Secrétariat à la Culture de l'État de São Paulo.
Pendant le XXe siècle, la praça da República a été le théâtre de nombreuses manifestations politiques. Le 23 mai 1932, une manifestation contre le régime de Getúlio Vargas fut réprimée par la force, ce qui entraîna la mort de quatre étudiants.

## Bâtiments remarquables et lieux de mémoire
La praça da República est un des sites de São Paulo les plus visités par les touristes. Depuis 1956, elle abrite un célèbre marché d'art et d'artisanat permanent, qui rassemble plus de 600 stands.